# Jan Roman Pająk
Jan Roman Pająk (ur. 12 maja 1906 w Jaśle, zm. 1 listopada 1976 w Krakowie) – polski piłkarz grający na pozycji obrońcy, wychowanek Czarnych Jasło. W latach 1930–1931 gracz Lechii Lwów (21 występów w tym 2 gole) jednak przez większość kariery (1932-1939) gracz Cracovii (119 występów w tym 9 bramek) z którą w latach 1932 i 1937 zdobył mistrzostwo Polski, natomiast w 1934 wicemistrzostwo. W latach 1933–1934 dwukrotny reprezentant Polski (debiut 10 września 1933 w meczu z Jugosławią), drugi mecz rozegrał 25 maja 1934 roku przeciw Szwecji.

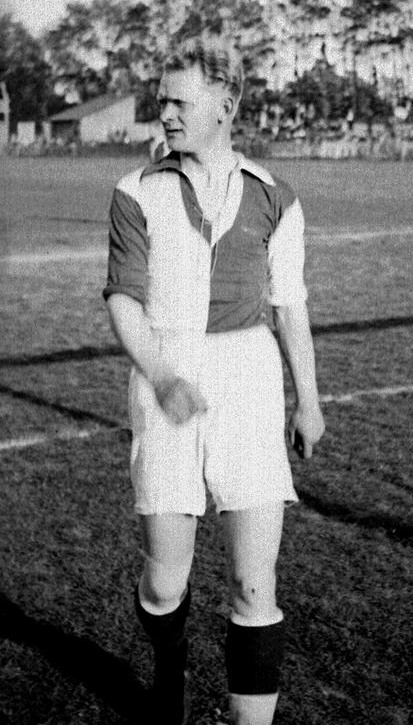
Jan Pająk w barwach Lechii Lwów